# Benzeenhexol
Benzeenhexol, ook wel aangeduid als hexahydroxybenzeen of hexafenol, is een organische verbinding met de formule {\displaystyle {\ce {C6(OH)6}}}. Het is een zesvoudig fenol van benzeen.
Benzeenhexol is een kristallijne stof die oplosbaar is in heet water, en een smeltpunt heeft van meer dan 310°. De synthese kan starten met inositol (cyclohexaanhexol). Oxidatie van benzeenhexol levert tetrahydroxy-1,4-benzochinon (THBQ), rhodizonzuur en cyclohexaandodecanol. Omgekeerd kan benzeenhexol verkregen worden via reductie van het natriumzout van THBQ met SnCl2/HCl.
Benzeenhexol is een uitgangsstof in de productie van discotische vloeibare kristallen.
Benzeenhexol vormt een adduct met 2,2'-bipyridine in een 1:2 moleculaire verhouding.
De stof is de eerste stap in de oxidatie van benzeenhexol naar cyclohexaanhexon.
|              | {\displaystyle {\ce {->[{\ce {oxidatie}}][{\ce {}}]}}} |                                   | {\displaystyle {\ce {->[{\ce {oxidatie}}][{\ce {}}]}}} |              | {\displaystyle {\ce {->[{\ce {oxidatie}}][{\ce {}}]}}} |                  |
| Benzeenhexol |                                                        | Tetrahydroxy-1,4-benzochinon THBQ |                                                        | Rhodizonzuur |                                                        | Cyclohexaanhexon |

## Benzeenhexolaten
Zoals de meeste fenolen kan benzeenhexol zijn waterstof-atomen als H+ waarbij het zeswaardige anion ontstaat:
{\displaystyle {\ce {C6(OH)6\ ->\ C6O6^{6-}\ +\ 6H+}}}
Het kaliumzout van dit ion is een van de componenten van Liebig's "kaliumcarbonyl", het product van de reactie tussen koolstofmonoxide en kalium. Het hexa-anion ontstaat ook via trimerisatie van ethyndiolaat, {\displaystyle {\ce {^{-}O-C#C-O^{-}}}}, als kaliumethynolaat verhit wordt.  De aard van de ontstane stof {\displaystyle {\ce {K6C6O6}}} werd in 1885 opgehelderd door R. Nietzki en T. Benckiser, die na hydrolyse benzeenhexol verkregen. Daarmee werd de Liebig's analyse van "kaliumcarbonyl" bevestigd, Liebig kon alleen de factor 6 nog niet benoemen.
Het lithiumzout van dit anion, {\displaystyle {\ce {Li6C6O6}}} is onderzocht op toepasbaarheid in batterijen.

## Esters en ethers
Benzeenhexol vormt esters zoals het hexa-acetaat, {\displaystyle {\ce {C6(CH3COO)6}}} (smeltpunt 220 °C), en ethers zoals hexa-t-butoxybenzeen {\displaystyle {\ce {C6(OC(CH3)3)6}}} (smeltpunt 223 °C).